# Trà Tân, Đà Nẵng
Trà Tân là một xã thuộc thành phố Đà Nẵng, Việt Nam.
Xã Trà Tân có diện tích 29,72 km², dân số năm 2019 là 2.307 người, mật độ dân số đạt 78 người/km².